# Michael Bär

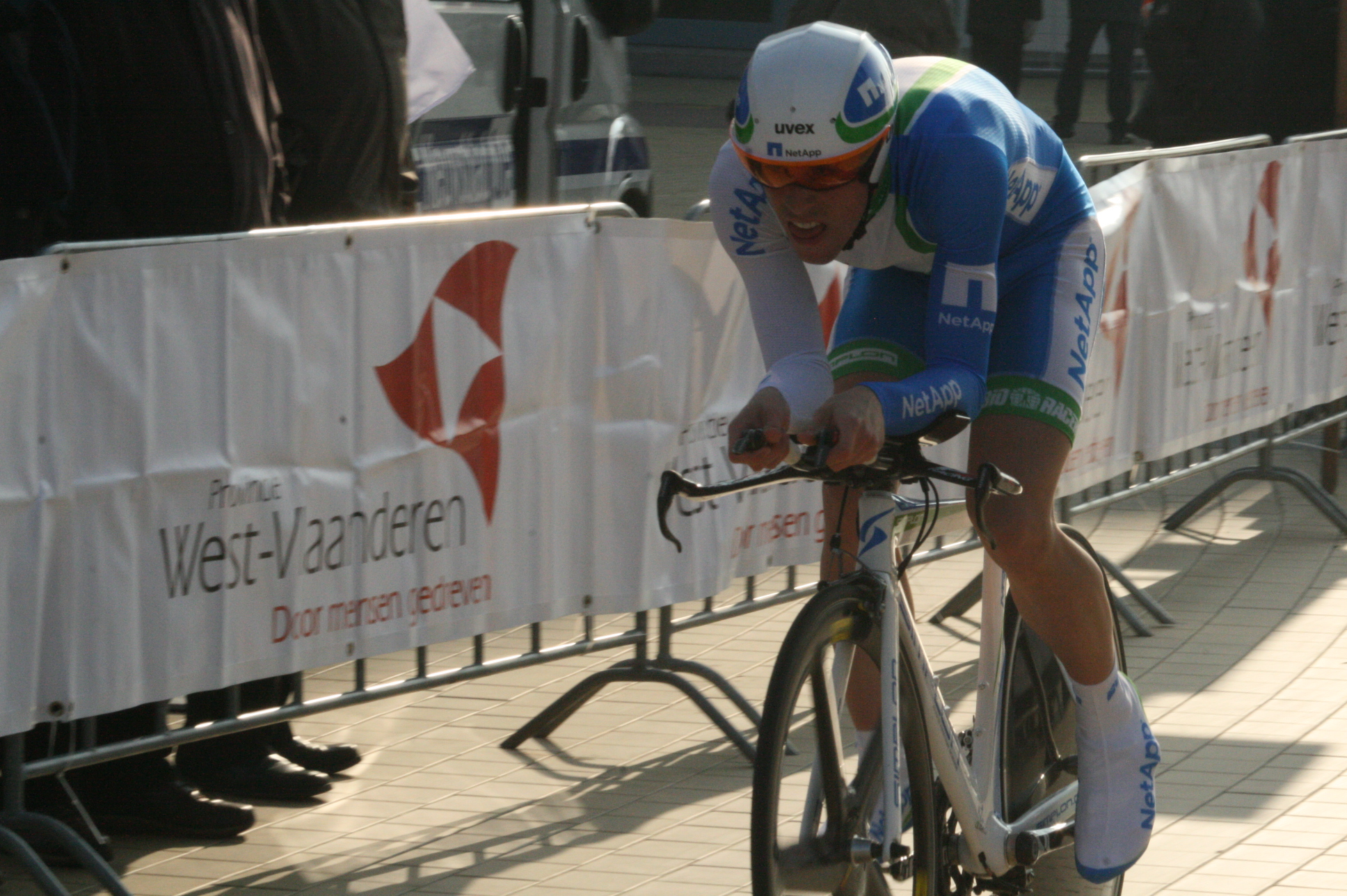
Michael Bär bei den Driedaagse van West-Vlaanderen

Michael Bär (* 12. März 1988) ist ein ehemaliger Schweizer Radrennfahrer.
Bär wurde 2005 bei der Schweizer Meisterschaft Vizemeister im Strassenrennen der Junioren. Ausserdem gewann er das Eintagesrennen Le Pavé de Roubaix, die Juniorenausgabe von Paris–Roubaix. In der Saison 2006, seinem letzten Jahr als Juniorenfahrer, gewann er den Schweizer Meistertitel im Strassenrennen und im Mannschaftszeitfahren. Ausserdem gewann er Abschnitte der internationalen Etappenrennen Tour de Lorraine und GP Rüebliland.
Im Erwachsenenbereich fuhr Bär von 2007 bis 2012 für verschiedene UCI Continental Teams. Seine erfolgreichste Saison war 2010, als er eine Etappe des Nachwuchsrennens der Thüringen-Rundfahrt wie auch die Schweizer U23-Strassenmeisterschaft für sich entscheiden konnte. Nach Ablauf der Saison 2013 beendete er seine Radsportlaufbahn.

## Erfolge
2005
- Le Pavé de Roubaix

2006
- Schweizer Meister – Mannschaftszeitfahren (Junioren)
- eine Etappe Tour de Lorraine
- Schweizer Meister – Strassenrennen (Junioren)
- eine Etappe GP Rüebliland

2010
- eine Etappe Thüringen-Rundfahrt
- Schweizer Meister – Strassenrennen (U23)

## Teams
- 2007: Hadimec-Nazionale Elettronica
- 2008: Hadimec-Nazionale Elettronica
- 2009: Nazionale Elettronica New Slot-Hadimec
- 2010: Atlas Personal
- 2011: Team NetApp
- 2012: Atlas Personal-Jakroo